# Silnice II/492
Silnice II/492 je silnice II. třídy, která vede z obce Zádveřice-Raková do Biskupic. Je dlouhá 19,3 km. Prochází jedním krajem a jedním okresem.

## Vedení silnice

### Zlínský kraj, okres Zlín
- Zádveřice (křiž. I/49, III/0495)
- Horní Lhota
- Dolní Lhota (křiž. III/4921)
- Pozlovice (křiž. II/493)
- Luhačovice (křiž. II/496, III/4922)
- Biskupice (křiž. II/490)